# Walter Gyula
Walter Gyula (Tövis, 1892. január 27. – Kolozsvár, 1965. április 16.) erdélyi magyar költő, szerkesztő.

## Életútja
1911 és 1915 között a kolozsvári Kolozsvári Magyar Királyi Ferenc József Tudományegyetem hallgatója volt, ahol diplomáját is szerezte. 1916–19, 1933–38 és 1940–44 között helyettes, ill. társszerkesztője volt az Erdélyi Szemlének; 1922–25 között felelős szerkesztője, illetve szerkesztője a Pásztortűznek; közben szerkesztette a Színházi Újságot (1919–21), a Kolozsvárt megjelenő Heti Újságot (1924), felelős szerkesztője a Színház és Film c. kolozsvári lapnak (1928–30), majd szerkesztője a Kolozsvári Friss Újságnak (1930–35), társszerkesztője a Széphalomnak (1938). Az Erdélyi Irodalmi Társaság titkára, 1925–35 között az Erdélyi és Bánsági Népkisebbségi Újságíró Szervezet főtitkára, 1941-től az EMKE titkári teendőit látta el. A második világháborút követő években Kolozsvárt antikváriumot vezetett; amikor azt 1949-ben államosították, egyedi kiadványokban gazdag saját könyvtárát is elvették.

## Munkásságáról
„Lelkes transzilvanista – írja róla Jancsó Elemér –, s talán a legelső a mai erdélyi írók között, aki ezt a transzilvanizmust cikkeiben tudományosan megmagyarázni és elhitetni próbálja is… 1919 után nem tesz mást, csak … a régi transzilvanista programot próbálja a gyakorlati életbe átvinni” (Az erdélyi magyar líra tizenöt éve. Kolozsvár, 1934). Ugyanő „az erdélyi irodalom hőskorának lelkes Kazinczyja”, szerkesztőtársa, S. Nagy László „a jóság énekese”-ként jellemzi.
„A csendes hangulatok költője ő, aki a világmegváltás helyett saját élete és lelke megváltására, a művészet általi állandó újjászületésre, felfrissülésre vágyik… Legtöbbnyire az örök emberi érzelmek: a szerelem, a halál vagy a futó hangulatok érdeklik… Formai készsége határozottan erős, de itt sem tud újat adni ” – jellemzi költészetét ugyancsak Jancsó Elemér.

## Emlékezete

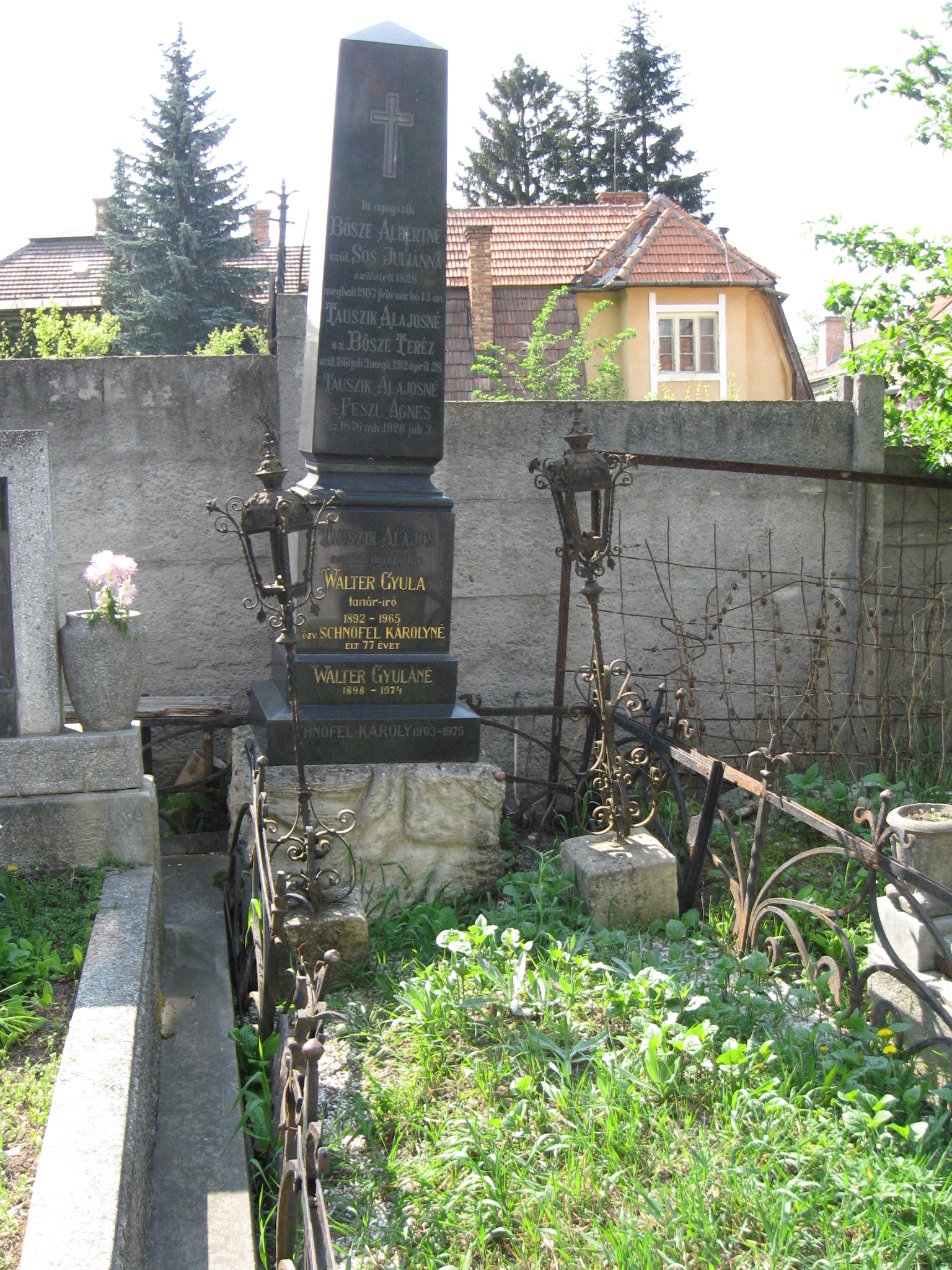
Walter Gyula síremléke a Házsongárdi temetőben

Sírja a Házsongárdi temetőben található.

## Kötetei
- A vágyaim (versek, Székelyudvarhely, 1923)
- Régi erdélyi hangok. Jelenetek a történelem kárpitja mögül, 3 felvonásban (Bonyhai Ádám álnéven, Marosvásárhely, 1923)
- Izenet a világnak (versek, Berlin, 1924)
- Énekel a jóság (versek, Arad, 1927)
- Kolozsvár kövei. Regényes rajzok. (Erdélyi könyvesház, Kolozsvár, 1937)
- A kövek lelke (Erdélyi könyvesház, Kolozsvár, 1938)
- Magyar rapszódia (Kolozsvár, 1940)
- Üzent az erdő. Versek (Kolozsvár, 1942)

Irodalmi levelezésének néhány darabját Marosi Ildikó közölte (Molter Károly Levelezése. I–II. Kolozsvár–Budapest, 1995, 2001).